# Strabomantis anatipes
Espèce
Synonymes
- Eleutherodactylus anatipes Lynch & Myers, 1983
- Craugastor anatipes (Lynch & Myers, 1983)

Statut de conservation UICN

 VU B1ab(iii) : Vulnérable
Strabomantis anatipes est une espèce d'amphibiens de la famille des Craugastoridae.

## Répartition
Cette espèce se rencontre entre 100 et 1 600 m d'altitude dans la cordillère Occidentale :
- en Équateur dans la province de Carchi ;
- en Colombie dans les départements de Nariño, de Cauca et de Valle del Cauca.

## Description
Les mâles mesurent jusqu'à 33 mm et les femelles jusqu'à 73 mm.

## Étymologie
Le nom spécifique anatipes vient du latin anas, le canard, et de pes, le pied, en référence à la forte palmure des pieds de cette espèce qui lui donne l'air d'avoir des pieds de canard.

## Publication originale
- Lynch & Myers, 1983 : Frogs of the fitzingeri group of Eleutherodactylus in eastern Panama and Chocoan South America (Leptodactylidae). Bulletin of the American Museum of Natural History, vol. 175, no 5, p. 481-568 (texte intégral).